# Pinus taiwanensis
Pinus taiwanensis ist eine Pflanzenart aus der Gattung der Kiefern (Pinus) innerhalb der Familie Kieferngewächse (Pinaceae). Die zwei bis drei Varietäten kommen nur auf Taiwan vor. Das Holz hat eine gute Qualität und hat auf Taiwan große wirtschaftliche Bedeutung; es wird unter anderem als Bauholz, zur Errichtung von Holzbrücken und für Eisenbahnschwellen verwendet.

## Beschreibung

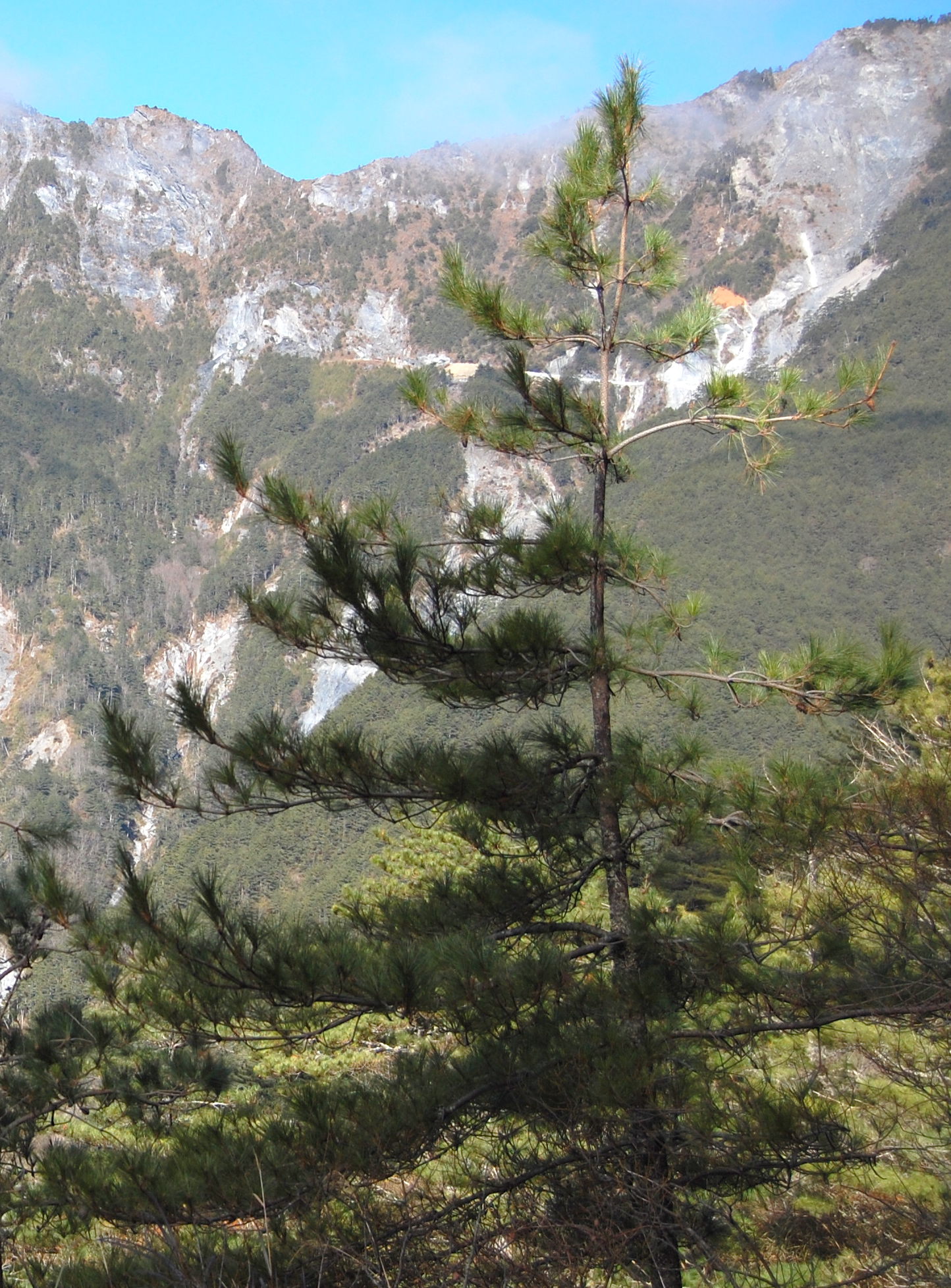
Habitus

### Habitus, Borke und Rinde
Pinus taiwanensis ist ein immergrüner Baum, der Wuchshöhen von bis 45 manchmal 50 Metern erreicht. Der gerade oder mehr oder weniger gedrehte Stamm weist einen Stammdurchmesser von bis zu 120 Zentimetern auf. Die Stammborke ist grau-braun bis dunkel-grau, rau und schuppig und zerbricht in große Platten. Die Baumkrone ist breit-eiförmig und später schirmartig. Die Äste erster Ordnung sind lang und stehen waagrecht, verkürzen sich jedoch mit der Zeit, sodass nur Stümpfe bleiben. Die Äste höherer Ordnung sind aufsteigend und dicht gedrängt. Die Rinde benadelter Zweige ist kahl, mehr oder weniger glatt und hell-braun.

### Knospen und Nadeln

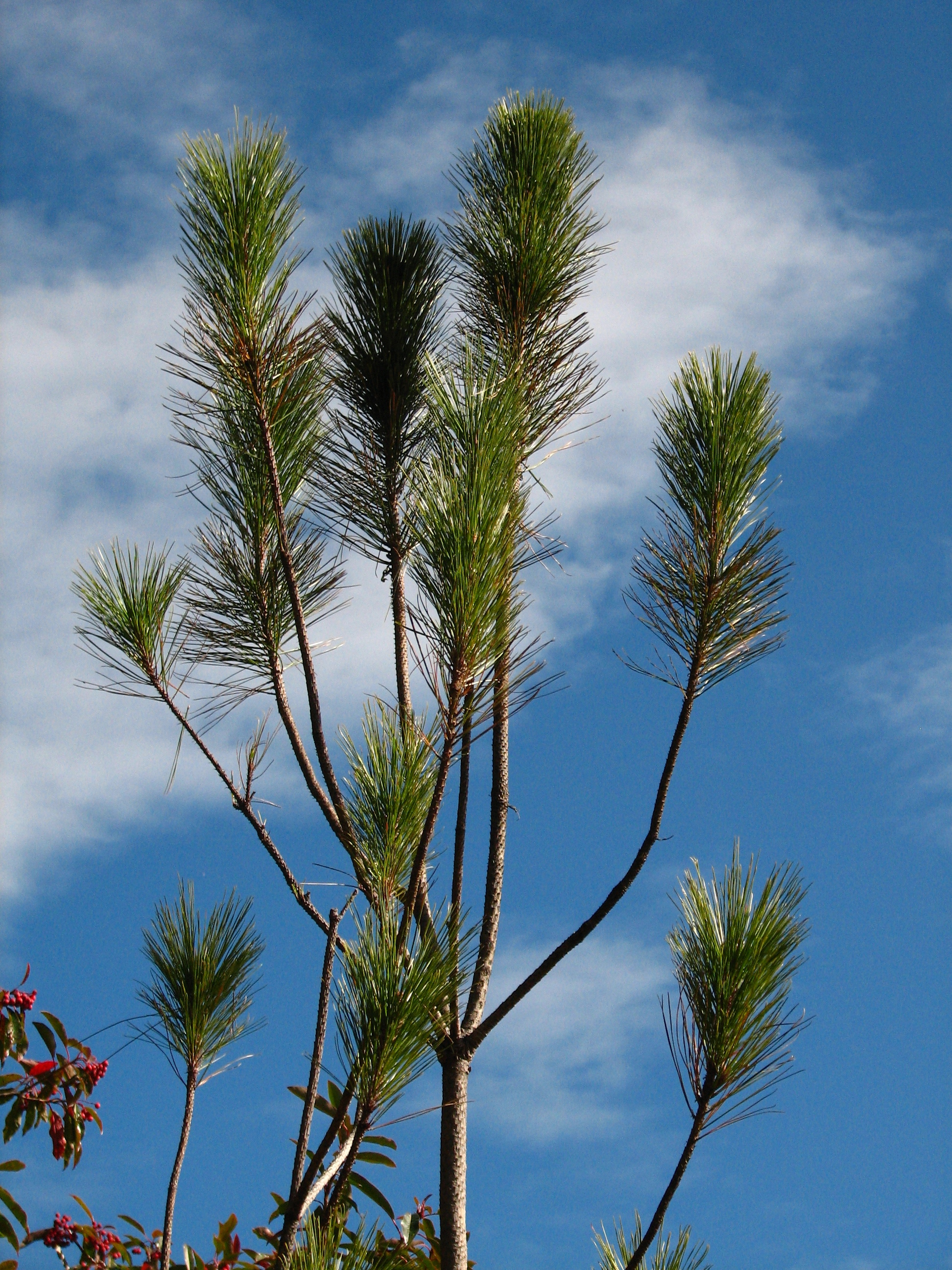
Zweige und Nadeln

Die Winterknospen sind rötlich-braun, bei einer Länge von 10 bis 15 Millimetern sowie einem Durchmesser von 5 bis 7 Millimetern eiförmig-konisch und leicht harzig. Die Knospenschuppen sind angedrückt, orangefarben, rost-braun, weiß gefranst oder ganz weiß gefärbt. Die Nadeln wachsen in Paaren in einer bleibenden, 10 bis 15 Millimeter langen, dünnen basalen Nadelscheide. Die Nadeln sind gerade oder leicht gebogen, manchmal nur 5 meist 10 bis 20 und selten bis 22 Zentimeter lang und 0,7 bis 1 Millimeter dick, mit halbkreisförmigem Querschnitt, dünn, biegsam, leicht verdreht mit fein gesägten Rändern und spitzem Ende. Je Nadel werden zwei bis sieben oder acht mittige, oder selten nahe der Oberfläche liegende Harzkanäle gebildet. Auf allen Nadelseiten gibt es feine Spaltöffnungslinien.

### Zapfen und Samen
Die Pollenzapfen wachsen spiralig angeordnet in Gruppen. Die Pollenzapfen sind bei einer Länge von 1,5 bis 2 Zentimetern sowie bei Durchmessern von 3 bis 4 Millimetern kurz-zylindrisch, anfangs gelb und später gelblich-braun. Die Samenzapfen wachsen einzeln oder manchmal in Paaren auf kurzen Stielen und bleiben mehrere Jahre am Baum. Die Samenzapfen sind hell-braun bis schokoladen-braun, glänzend, mehr oder weniger asymmetrisch, manchmal nur 3, meist 4 bis 9 und selten bis 10 Zentimeter lang, geschlossen schmal-eiförmig und haben geöffnet Durchmesser von 2,5 bis 5 Zentimetern. Die Samenschuppen sind matt-braun, dünn holzig, steif, länglich, gerade, in der Mitte des Zapfens etwa 2 Zentimeter lang und 1,3 Zentimeter breit. Die Apophyse ist glänzend braun, flach bis leicht erhöht, mit rhombischen oder gerundetem Umfang, leicht runzelig und quer gekielt. Der Umbo ist breit-ellipsoid, flach und mit einem kleinen, hinfälligen Stachel bewehrt oder unbewehrt. Die Samen sind bei einer Länge von 5 bis 6 Millimetern ellipsoid-eiförmig, ohne Flügel 2,6 bis 3,4 Millimeter breit und leicht abgeflacht. Der Samenflügel ist 15 bis 20 Millimeter lang, 5 bis 6 Millimeter breit und bleibend.

## Ökologie und Phänologie
Die Bestäubung erfolgt im April und Mai, die Samen reifen im zweiten Jahr im Oktober.

## Vorkommen und Gefährdung
Pinus taiwanensis kommt nur auf Taiwan vor. Pinus taiwanensis wächst im Gebirge oder entlang der gebirgigen Küste. Im Landesinneren findet man sie in Höhenlagen von 800 bis 3000 Metern, ausnahmsweise auch bis 3400 Metern, wo sie kleinwüchsig bleibt. Entlang der Küstenhänge wächst sie bis herab auf 600 Meter. Aufgrund der großen Höhenunterschiede im Verbreitungsgebiet wächst sie in mehreren Klimazonen von warm-gemäßigtem bis subalpinem Klima. Das Verbreitungsgebiet wird der Winterhärtezone 8 zugeordnet mit mittleren jährlichen Minimaltemperaturen von −12,1 bis −6,7 °C (10 bis 20 °F). In niedrigeren und mittleren Höhen ist sie auf offene Flächen, dem Wind ausgesetzten Kämmen und auf sandige, saure und nährstoffarme Böden beschränkt. Häufig wächst sie zusammen mit Vertretern von verschiedenen Arten der Scheinkastanien (Castanopsis) und der Eichen (Quercus).
In der Roten Liste der IUCN wird Pinus taiwanensis als „nicht gefährdet“ („Lower Risk/least concern“) geführt. Es wird jedoch darauf hingewiesen, dass eine Neubeurteilung ausständig ist.

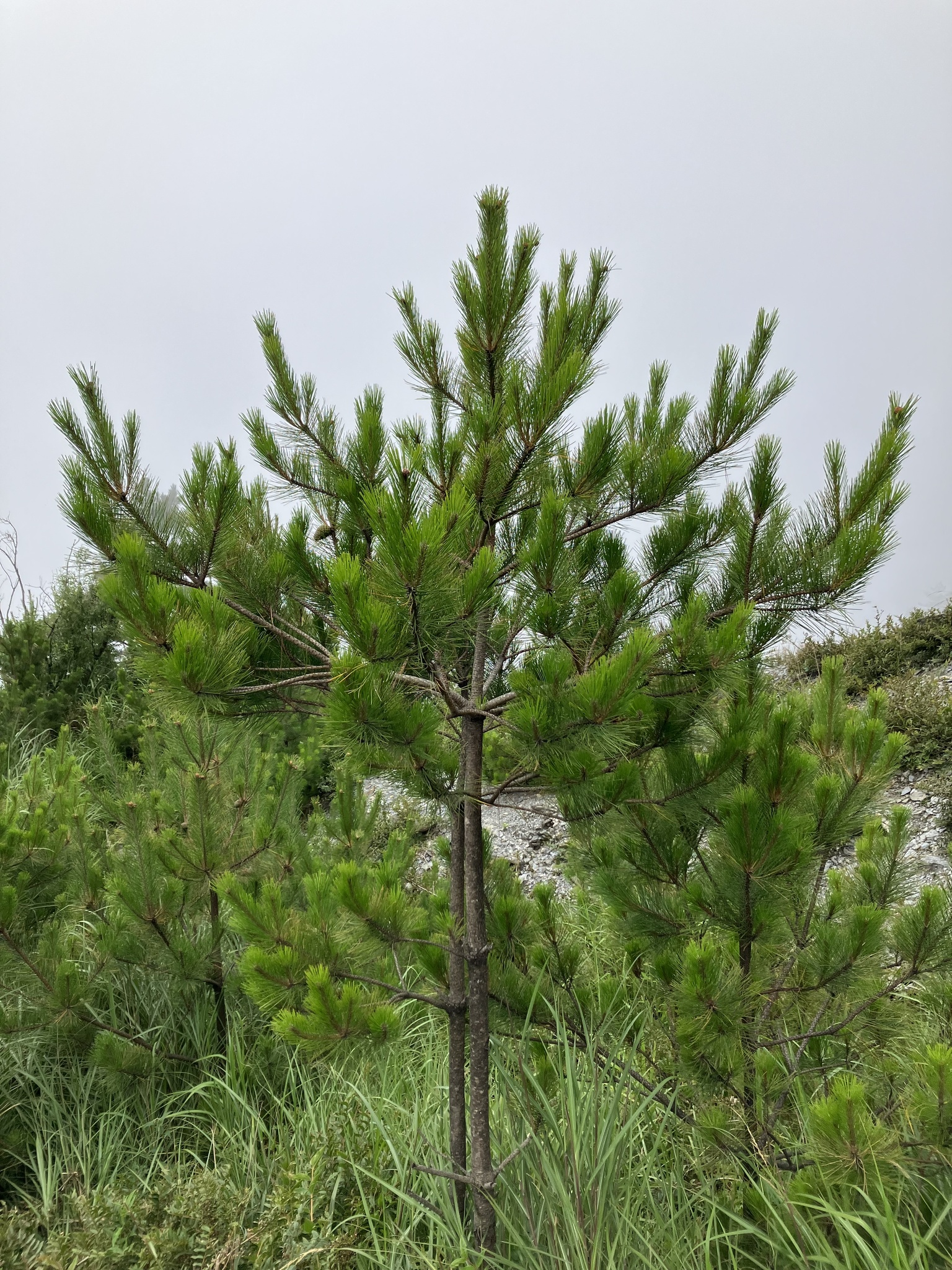
Junger Baum

## Systematik und Forschungsgeschichte
Die Erstbeschreibung von Pinus taiwanensis erfolgte 1911 durch Hayata Bunzō in Journal of the College of Science, Imperial University of Tokyo, Band 30, S. 307. Das Artepitheton taiwanensis verweist auf das natürliche Verbreitungsgebiet auf Taiwan.
Die Art Pinus taiwanensis gehört zur Untersektion Pinus der Sektion Pinus  aus der Untergattung Pinus innerhalb der Gattung Pinus. Pinus taiwanensis ist der taiwanesische Vertreter einer Gruppe dreier eng verwandter und sehr ähnlicher Arten zu der Pinus luchuensis in Japan und Pinus hwangshanensis auf dem kontinentalen China gezählt werden. Diese Arten werden entweder häufig direkt Pinus luchuensis zugerechnet oder gelten als Varietäten oder Unterarten. Pinus luchuensis unterscheidet sich von Pinus taiwanensis durch die längeren Nadeln, die geringere Zahl an Harzkanälen (zwei bis drei statt vier bis sieben), die kürzeren Zapfen und die dünnere Rinde.
Manchmal wird auch Pinus densiflora dieser Gruppe zugerechnet. Pinus brevispica Hayata ist ein weiteres Synonym der Art neben Pinus luchuensis var. taiwanensis und Pinus luchuensis subsp. taiwanensis (Hayata) D.Z.Li.
Je nach Autor gibt es keine oder zwei bis drei Varietäten:
- Pinus taiwanensis Hayata var. taiwanensis mit selten ab 5 meist 10 bis 15 und selten bis 17 Zentimeter langen Nadeln und selten ab 3 meist 4 bis 6 und manchmal bis 8 Zentimeter langen Samenzapfen.
- Pinus taiwanensis var. fragilissima (Businsky) Farjon mit selten ab 12 meist 16 bis 20 und selten bis 22 Zentimeter langen Nadeln und manchmal ab 5 meist 6 bis 9 und manchmal bis 10 Zentimeter langen Samenzapfen und häufig etwas dünneren Samenschuppen. Das Verbreitungsgebiet der Varietät liegt im Landkreis Taidong und in den Kuan-Shan-Bergen.[4] Das Taxon wurde 2003 durch Roman Businský als eigene Art Pinus fragilissima (Basionym) erstbeschrieben, Aljos Farjon ordnete das Taxon als Varietät der Art Pinus taiwanensis zu. Er verweist dabei auf die nur geringen Unterschiede in der Länge der Nadeln und der Samenzapfen und das Vorhandensein von Übergangsformen, was einen Artstatus nicht gerechtfertigt. Auch ist die Dicke der Samenschuppen kein klar definiertes Unterscheidungsmerkmal.[1]
- In der Flora of China wird 1999 eine weitere Varietät, Pinus taiwanensis var. damingshanensis W.C.Cheng & L.K.Fu der Art zugerechnet. Ihr Verbreitungsgebiet liegt in den chinesischen Provinzen Guangxi und Guizhou und zeichnet sich durch mittig und nahe der Oberfläche liegende Harzkanäle aus. Diese Eigenschaft wird jedoch meist als unzuverlässiges Unterscheidungsmerkmal angesehen. Meist werden alle Vertreter aus dem kontinentalen China als eigene Art Pinus hwangshanensis W.Y.Hsia angesehen, die sich von Pinus taiwanensis durch die kürzeren Nadelscheiden (0,5 bis 1 Zentimeter statt 1 bis 1,4 Zentimeter), die dichter stehenden Zähne der gesägten Nadeln (in der Nadelmitte meist 43 bis 57 Zähne je Zentimeter statt 26 bis 35), die rötlichbraunen statt gelblich braunen Samenzapfen und den angedrückten Umbo mit bleibendem Stachel.[2]

## Verwendung
Das Holz von Pinus taiwanensis hat eine gute Qualität und eine ausreichende Stärke, um es als Konstruktionsholz beispielsweise für Gebäude und hölzerne Brücken, als Eisenbahnschwellen oder Grubenstempel einzusetzen. Es wird auch für Zäune und Tore, Verpackungen, Paneele, zur Herstellung von Möbel, Sperrholz, Faserplatten und Zellstoff verwendet.